# Czaplino (województwo wielkopolskie)
Czaplino – osada w Polsce położona w województwie wielkopolskim, w powiecie pilskim, w gminie Szydłowo, przy trasie drogi krajowej nr 10. Miejscowość wchodzi w skład sołectwa Stara Łubianka.
Istniał tu królewski młyn Głochotka, należący do starostwa ujskiego, pod koniec XVI wieku leżał w powiecie poznańskim województwa poznańskiego. W latach 1975–1998 miejscowość należała administracyjnie do województwa pilskiego.